# Andines Spanisch

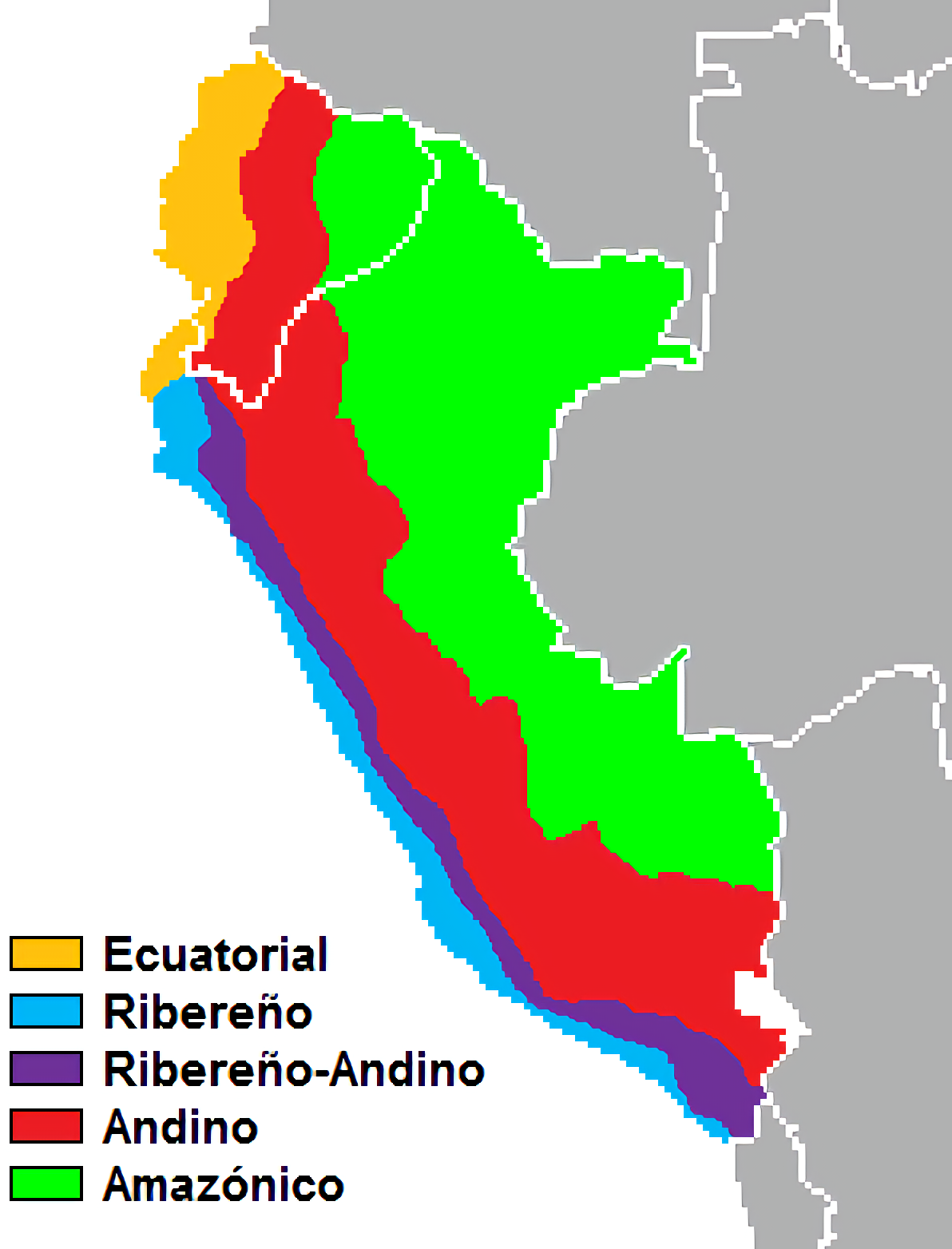
Die Verbreitung des andinen Spanisch in Peru und Ecuador, hier mit rot gekennzeichnet

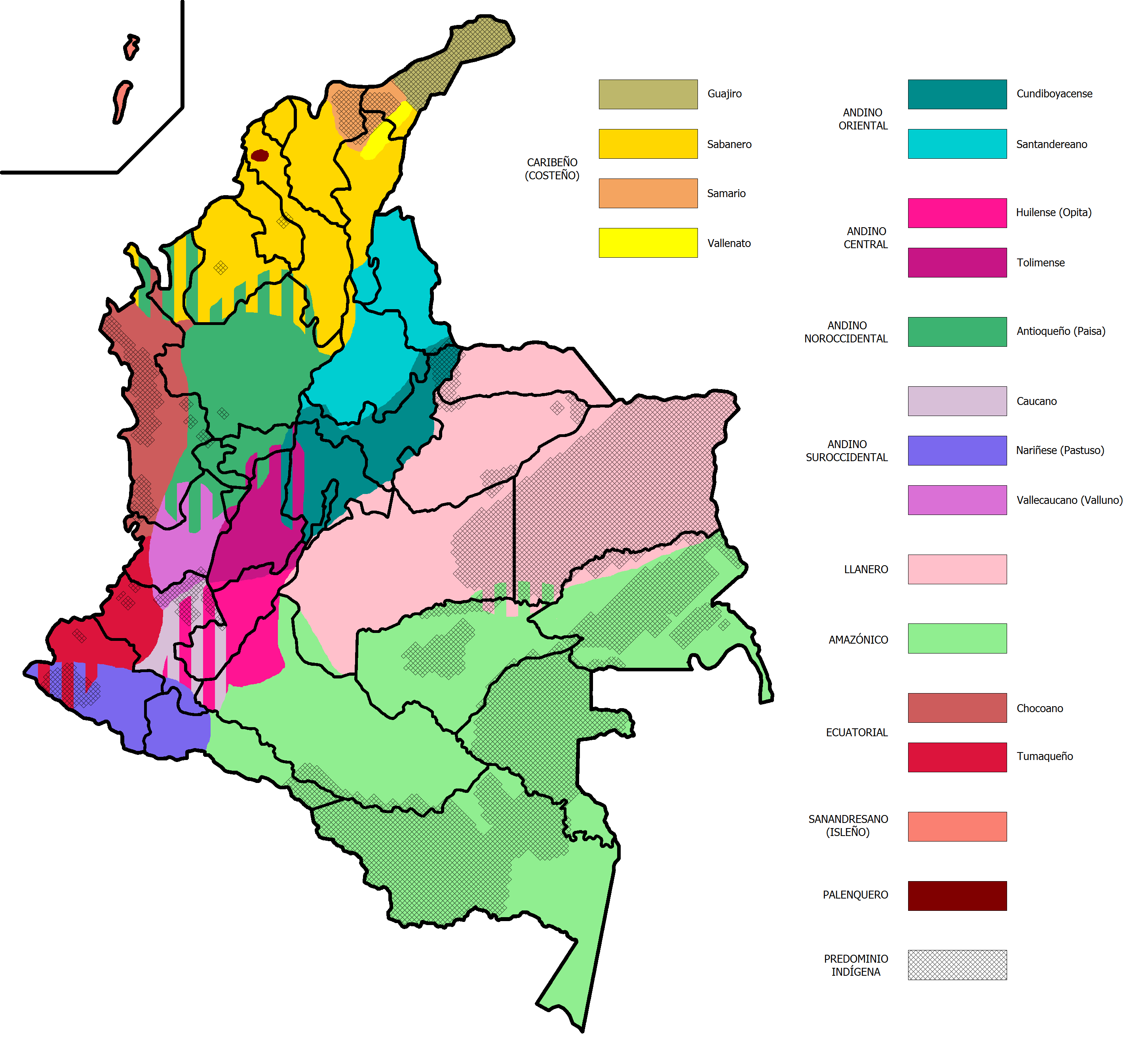
Kolumbianische Dialekte: Das andine Spanisch ist hier mit gelb gekennzeichnet

Unter Andinem Spanisch versteht man die verzeichneten Varietäten des Spanischen, die überwiegend im Andenraum von Kolumbien über Ecuador, Peru, Bolivien bis Nord-Chile und Nordwest-Argentinien anzutreffen sind.
Das Spanisch in den Anden unterscheidet sich vom gewöhnlichen Castellano insofern, als es im Laufe der Zeit stark von indigenen Sprachen (insbesondere durch Quechua und Aymara) beeinflusst wurde. Dabei gibt es eine Vielfalt an Varietäten, die jedoch nicht eindeutig durch politische oder anderweitige Grenzen zu unterscheiden sind und oft fließend ineinander übergehen.

## Quechuismen
Ein Quechuismus bezeichnet die Anwendung eines Quechuawortes im spanischen Sprachzusammenhang.
Quechuismen treten am häufigsten im Quechua-Sprachraum auf, werden jedoch auch in angrenzenden Gebieten gesprochen. Meistens werden Quechuismen für besonders landestypische Erscheinungen oder Gegenstände genutzt, für die es im spanischen entweder keine entsprechenden Übersetzungen gibt oder aber viel zu ungenaue Umschreibungen.

### Lautwandel der Quechua-Wörter im Spanischen

#### Akzentverschiebung
Die Mehrheit der Entlehnungen aus dem Quechua behalten ihren paroxytonen (bzw. bei Interjektionen den oxytonen) Akzent im Spanischen.
1. Acento agudo:
Vor allem auf -i endende Wörter weisen eine oxytone Akzentuierung auf.
| Quechua-Ursprungswort | Spanisch                 |
| --------------------- | ------------------------ |
| Kukau/Kukáwi          | cocaví ("Reiseproviant") |
| Haráwi                | yaraví (Der Tanz Yarawí) |

2. Acento esdrújulo:
Er entsteht durch:
a) Nachschub eines gleichtonigen Gleitvokals
b) Anhängen eines oder mehrerer Buchstaben am Wortende

### Suffixe des Quechua im Spanischen

#### Nominal-derivationale Suffixe
Das häufigste Suffix ist das nominal-derivationale (vom Nomen abgeleitete) Suffix -NA.
Wenn man es an ein Verb anhängt, weist es auf einen Ort hin, an dem man etwas tut - bzw. auf den Gegenstand, der dabei eine Rolle spielt.
Laut Soto Ruiz weist das Suffix -NA folgende Eigenschaften auf:
1. Es markiert das Objekt der Aktion.
2. Es stellt das Instrument dar, mit dem die Aktion ausgeführt wird.
3. Es bezeichnet Aktionen, die ausgeführt werden sollen.(oblig. Verb)
4. Zugleich kennzeichnet es auch den Ort, an dem die Handlung ausgeführt wird.

### Regionalismen
Regionalismen sind Begriffe, die regional begrenzt in einem Sprachraum benutzt werden und bekannt sind.
So wird beispielsweise das spanische Wort "Callampa" (Pilz) durch eine semantische Entwicklung nur in Chile als "Armensiedlung" verstanden.

### Nationale Quechuismen
Bei diesen Quechuismen handelt es sich um Wörter, die besonders durch entsprechende Medien (Werbung, Presse, Radio, Fernsehen, Schulbücher) des Landes salonfähig gemacht und verbreitet werden, da sie ein landestypisches Merkmal bezeichnen. Darum endet die Kenntnis über nationale Quechuismen z. T. tatsächlich an der Landesgrenze.
| Land        | nationale Quechuismen                                     |
| ----------- | --------------------------------------------------------- |
| Ecuador     | Longo ("Indiobursche"), Chuchaqui ("Kater, Brummschädel") |
| Peru        | Huayco ("Gerölllawine"), Mate ("Tee" (allg.))             |
| Kolumbien   | Biche ("halbreif")                                        |
| Bolivien    | Api (dickflüssiges Getränk aus Maismehl mit Fruchtzusatz) |
| Argentinien | Tambo ("Molkerei"), Colla ("Mestize")                     |

### Überregionale Quechuismen
Begriffe dieser Kategorie sind in den Anden weiträumig oder überall gebräuchlich.

### Pankontinentale Quechuismen
Pankontinentale Quechuismen sind im gesamten, spanischsprechenden Teil Südamerikas anzutreffen und gelten beispielsweise in Europa als typische, südamerikanische Begrifflichkeiten.
Die weitreichende Akzeptanz dieser Wörter sieht Siebenäuger darin begründet, dass sie meist für den Quechua-Sprachraum charakteristische Tiere oder Pflanzen bezeichnen. Als einen weiteren Grund nennt er die einfache Strukturierung der Wörter, die darüber hinaus auch einfach einen guten Klang haben.

### Bedeutungswandel
Beim Übertritt in die spanische Sprache verlieren nur wenige Quechua-Wörter ihren Ursprungssinn.
| Quechua                      | Spanisch (primäre Bedeutung) | Spanisch (sekundäre Bedeutung)  |
| ---------------------------- | ---------------------------- | ------------------------------- |
| Muyuy ("drehen")             | Muyuna ("Wasserwirbel")      | -                               |
| Sapallu ("Kürbis")           | Zapallo ("Kürbis")           | Zapallón("dickbäuchige Person") |
| Pisku ("Vogel, Penis")       | Pisco ("Vogel, Truthahn")    | Pisco ("Penis")                 |
| Chinkana ("Versteck, Höhle") | Chingana ("Versteck, Höhle") | Chingana ("Kramladen, Kneipe")  |

### Beispiele für Quechuismen
Im Folgenden werden einige, typische Beispiele für Quechuismen aufgezählt:
- "Alpaca" → südamerikanische Kamelform
- "Coca" → Begriff für den andinen Cocastrauch, bzw. für dessen getrocknete Blätter
- "Cóndor" → Bezeichnung, die zumeist für den Andenkondor genutzt wird
- "Inca" → indigene Kultur Südamerikas
- "Mate" → bezeichnet den Mate-Strauch, aber auch ein in Südamerika weit verbreitetes Aufgussgetränk
- "Opa" → bezeichnet in Teilen Südamerikas jemanden mit niedrigem Intellekt
- "Pachamanca" → peruanisches Nationalgericht
- "Papa" → Wort für "Kartoffel"
- "Puma" → nord- und südamerikanische Katzenart
- "Zapallo" → "Kürbis"

## Peruanismen
Peruanismen sind typische Formulierungen, die in der gesprochenen Sprache Perus vorkommen.

### Indianismen
Hierbei handelt es sich um Wörter, die durch den Einfluss von Indianersprachen in das lateinamerikanische Spanisch eingegangen sind. Zumeist sind es Wörter für bestimmte Alltagsgegenstände, Bräuche oder Lebensmittel.
| Indianismus | (spanische) Bedeutung            |
| ----------- | -------------------------------- |
| camote      | batata ("Süßkartoffel")          |
| chingana    | tienda pequeña ("kleiner Laden") |

### Archaismen
Archaismen sind Wörter, die mit den Spaniern nach Lateinamerika kamen, heutzutage jedoch nur noch selten in Spanien selbst zur Anwendung kommen.
| Archaismus  | (aktuelle) spanische Bezeichnung | Bedeutung               |
| ----------- | -------------------------------- | ----------------------- |
| chancho     | cerdo                            | Schweinefleisch/Schwein |
| zonso/sonso | tonto                            | albern/Dummkopf         |

### Nautische Termini
Ursprünglich handelte es sich hier um das Fachjargon der spanischen Seeleute. Im Laufe der Zeit sind diese Begriffe in das allgemeine Vokabular eingegangen, haben dabei allerdings häufig die anfängliche Bedeutung verloren.

## Media Lengua
Die Media Lengua ist ein Phänomen, das im Zuge der Integration des Castellano im Andenraum entstanden ist.